# Duqu (köpinghuvudort i Kina, Henan Sheng, lat 33,81, long 113,86)
Duqu är en köpinghuvudort i Kina. Den ligger i provinsen Henan, i den centrala delen av landet, omkring 110 kilometer söder om provinshuvudstaden Zhengzhou. Antalet invånare är 68 939. Befolkningen består av 33 307 kvinnor och 35 632 män. Barn under 15 år utgör 18,0 %, vuxna 15-64 år 72 %, och äldre över 65 år 9,0 %.
Runt Duqu är det tätbefolkat, med 762 invånare per kvadratkilometer. Duqu är det största samhället i trakten. Trakten runt Duqu består till största delen av jordbruksmark.
Genomsnittlig årsnederbörd är 847 millimeter. Den regnigaste månaden är september, med i genomsnitt 154 mm nederbörd, och den torraste är januari, med 6 mm nederbörd.